# Садове (Іловайська міська громада)
Садо́ве — село Іловайської міської громади Донецького району Донецької області, Україна.

## Загальні відомості
Відстань до райцентру становить близько 40 км і проходить автошляхом Т 0507.
Землі села межують із територією с. Новомиколаївка Шахтарського району Донецької області.
Унаслідок російської військової агресії із серпня 2014 р. Садове перебуває на території ОРДЛО.

## Населення

### Мова
Розподіл населення за рідною мовою за даними перепису 2001 року:
| Мова       | Кількість | Відсоток |
| ---------- | --------- | -------- |
| українська | 101       | 50.5%    |
| російська  | 97        | 48.5%    |
| румунська  | 2         | 1.0%     |
| Усього     | 200       | 100%     |

За даними перепису 2001 року населення села становило 200 осіб, із них 50,5 % зазначили рідною мову українську, 48,5 % — російську та 1 % — молдовську мову.